# Breit-System
Das Breit-System, nach Gregory Breit, ist ein spezielles Bezugssystem in der Hochenergiephysik, das für die tiefinelastische Streuung von Leptonen an Hadronen eingeführt wurde. Das Besondere am Breit-System ist, dass einer der Streupartner nach dem Streuprozess den exakt entgegengesetzten Impuls wie vor der Streuung besitzt. Es wird daher auch als „brick wall frame“ (Ziegelmauer-System) bezeichnet, da sich dieses Teilchen so verhält, als wäre es von einer massiven Wand abgeprallt.

## Details
Sei {\displaystyle L} das Lepton und {\displaystyle H} das Hadron sowie {\displaystyle A_{i}} die Bruchstücke des Hadrons nach dem Streuprozess, ferner {\displaystyle p_{i}} der Viererimpuls vor der Streuung bzw. {\displaystyle p_{f}} nach der Streuung. Dann lautet der Prozess für tiefinelastische Streuung
{\displaystyle L+H\to L+\sum A_{i}}
mit der Bedingung aus dem relativistischen Impulserhaltungssatz
{\displaystyle p_{i}(L)={\begin{pmatrix}{\sqrt {m_{L}^{2}+{\vec {p}}_{i}^{2}(L)}}\\{\vec {p}}_{i}(L)\end{pmatrix}}={\begin{pmatrix}{\sqrt {m_{L}^{2}+{\vec {p}}_{i}^{2}(L)}}\\-{\vec {p}}_{i}(L)\end{pmatrix}}=p_{f}(L)}.
Der Viererimpuls-Übertrag des Leptons auf das Hadron ist demnach
{\displaystyle q={\begin{pmatrix}0\\2{\vec {p}}_{i}(L)\end{pmatrix}}},
sodass nur Impuls, aber keine Energie auf das Hadron übertragen wird. 